# Canton (groupe)
Pour les articles homonymes, voir Canton (homonymie).
Canton est un groupe italien d'Italo disco et synthpop, originaire de Riva del Garda, dans la province autonome de Trente. 

## Histoire
Le groupe est formé en 1983 à Riva del Garda par Marcello « Marci » Semeraro, avec Francesco Marchetti et Stefano Valdo. Après la faillite de leur label discographique, Ariston Records, au moment même de la montée en puissance du groupe, ils se retrouvent dans l'impossibilité d'enregistrer pour un autre label en raison du contrat qui les liait pour une vingtaine d'années.
Ils deviennent célèbres grâce à Enrico Ruggeri, auteur avec Luigi Schiavone de la chanson Sonnambulismo, avec laquelle ils se classent quatrièmes dans la catégorie Nuove Proposte au festival de Sanremo en 1984,. La chanson obtient un succès modéré. Une version en anglais de la chanson est ensuite publiée pour le marché international, sous le titre Sleepwalking. En 1985, ils chantent en anglais le grand succès Please Don't Stay, suivi de Stay With Me, avec une production de Stock, Aitken and Waterman. En 1986, le groupe se sépare. Dans les années 1990, le chanteur Marcello « Marci » Semeraro enregistre un album solo avec une empreinte résolument rock sur son label Cuorinfiamme, distribué par Sony Music.
Le groupe se reforme en 2007, réenregistre la chanson Sonnambulismo, et tourne son clip. Le groupe réuni ne comprend que Francesco Marchetti et Marcello Semeraro, tandis que Stefano Valdo, qui vit au Canada, est temporairement exclu du groupe. En 2016, Alberto Masella et Mauro Iseppi rejoignent le groupe, avec Davide Dalpiaz à la production. 

## Discographie

### Albums studio
- 1984 : Please Don't Stay (Ariston Music)
- 1984 : Sleepwalking (Ariston Music)
- 1984 : Sonnambulismo (Telediscos)
- 1985 : Stay With Me (Ariston Music)

### Singles
- 2010 : Sonnambulismo 2010 (Cuorinfiamme)
- 2016 : Senza me (Cuorinfiamme)
- 2016 : Canzone nuova (Cuorinfiamme)
- 2016 : Parte del cuore (Cuorinfiamme)
- 2017 : Respiro (Cuorinfiamme)
- 2017 : Più sexy (feat. Maceo) (Cuorinfiamme)
- 2017 : Se ci sarai (Cuorinfiamme)
- 2018 : Ancora Estate[9] (Cuorinfiamme)
- 2018 : Voglia di te (Cuorinfiamme)
- 2018 : Sono solo (Cuorinfiamme)
- 2019 : Lentamente (Cuorinfiamme)
- 2019 : I Deboli (Cuorinfiamme)
- 2019 : Amami (Cuorinfiamme)